# Renato Dirnei Florêncio
Renato, fullständigt namn Renato Dirnei Florêncio, född 15 maj 1979, är en brasiliansk fotbollsspelare (mittfältare) som sedan maj 2014 spelar i Santos FC. Renato debuterade i det brasilianska landslaget 2003 och har sedan dess spelat 28 landskamper.

## Klubbar
- 2014- Santos FC
- 2011-2014 Botafogo
- 2004-2011 Sevilla FC
- 1999-2004 Santos FC
- 1997-1999  Guarani Futebol Clube